# 大西朗
大西 朗（おおにし あきら、1958年1月4日 - ）は、日本の実業家。豊田自動織機代表取締役副会長。同社代表取締役社長、中部経済連合会副会長、日本繊維機械協会副会長、日本産業車両協会会長を歴任。

## 人物・経歴
愛知県出身。1981年名古屋大学法学部卒業、豊田自動織機製作所（現豊田自動織機）入社。2003年トヨタL&Fカンパニー経営企画部長。2005年取締役。2006年常務役員。2008年常務執行役員。2010年専務取締役。2013年から代表取締役社長を務めた。
2017年日本産業車両協会会長。フォーブス・ジャパン社長力ランキング2017で4位選出。2020年中部経済連合会副会長。令和2年度全国発明表彰発明実施功績賞受賞。2023年豊田自動織機代表取締役副会長（特命事項担当）。
日本繊維機械協会副会長、名古屋フィルハーモニー交響楽団評議員、日本産業機械工業会運営幹事、日本機械輸出組合理事、東海日中貿易センター協議員、経済産業省産業構造審議会製造産業分科会車両競技小委員会委員、トヨタ不動産取締役なども兼務。

## 親族
大西利美（トヨタ自動車取締役副社長や、日野自動車工業取締役会長等を歴任）は父。